# Blind Date
Blind Date (br: Encontro às escuras / pt: Encontro inesquecível) é um filme estadunidense de 1987, do gênero comédia romântica, dirigido por Blake Edwards e estrelado por Bruce Willis e Kim Basinger. Blind Date recebeu críticas negativas da maioria dos críticos de cinema, mas foi um sucesso financeiro e estreou em primeiro lugar nas bilheterias.
Em 2003, a Revolution Studios estava interessada em fazer uma versão atualizada de Blind Date. Foi relatado que o estúdio utilizou a equipe de roteiristas Jeffrey Price e Peter S. Seaman para repensar o filme, enquanto Lou Pitt deveria produzir. Nenhuma informação adicional foi encontrada sobre este projeto.
Em 2018 foi anunciado que um remake do filme estava em produção.

## Sinopse
Walter Davis convida Nadia para um jantar da sua empresa, esperando impressionar os sócios com a beleza da moça. Mas quando Nadia bebe um copo a mais, deita por terra a noite e a própria carreira de Walter. As coisas se complicam ainda mais quando David, o ciumento ex-namorado de Nadia, os descobre juntos e decide acabar com Walter.

## Elenco
- Bruce Willis .... Walter Davis
- Kim Basinger .... Nadia Gates
- John Larroquette .... David Bedford
- William Daniels .... juiz Harold Bedford
- George Coe .... Harry Gruen
- Mark Blum .... Denny Gordon
- Phil Hartman .... Ted Davis
- Stephanie Faracy .... Susie Davis
- Alice Hirson .... Muriel Bedford
- Stanley Jordan .... ele mesmo
- Graham Stark ....  Jordan, o mordomo
- Joyce Van Patten .... mãe de Nadia
- Barry Sobel .... atendente de posto de gasolina
- Armin Shimerman .... garçom francês
- Brian George .... gerente do restaurante
- Jeannie Elias .... secretária de Walter
- Dick Durock .... Bouncer
- Sab Shimono .... Sr. Yakamoto
- Momo Yashima .... Sra. Yakamoto
- Herb Tanney .... ministro
- Nicholas Rue .... Background Creep

## Produção

### Escolha do elenco
Sean Penn e Madonna foram escalados para estrelar o filme. Considerados um “casal” depois de um namoro de alto nível e casamento de seis meses em agosto de 1985, os dois estavam ansiosos para trabalhar juntos, mas optaram por fazer Shanghai Surprise. Penn desistiu de Blind Date, mas Madonna ficou. Bruce Willis entrou para o papel principal de Blind Date sendo seu primeiro papel principal. Willis era popular entre o público da televisão por seu papel de co-protagonista na bem-sucedida série detetive de comédia romântica Moonlighting e os produtores esperavam que sua popularidade também fosse transferida para a tela grande. Madonna finalmente se retirou do projeto, optando por estrelar Who's That Girl. A cantora-atriz contou ao Chicago Tribune em 2 de agosto de 1987 que seu contrato deu a ela aprovação sobre o roteiro, co-estrela e diretor, mas quando ela descobriu que Willis e Edwards haviam sido assinados, ela decidiu sair do projeto, em vez de vetá-los. Daryl Hannah iria interpretar o papel principal, mas Kim Basinger foi contratada.

### Roteiro e direção
O escritor Dale Launer apareceu na premissa de Blind Date depois de ter sido marcado para um encontro com uma jovem que tinha baixa tolerância ao álcool. No dia 10 de abril de 1987, Los Angeles Herald-Examiner informou que a cabeleireira Nina Sussman era o encontro às cegas de Launer para o jantar no restaurante de frutos do mar de Gladstone, onde causou tumulto depois de algumas taças de champanhe. A noite foi tão embaraçosamente memorável que Launer vendeu ao produtor David Permut a ideia do roteiro. Joan Micklin Silver foi originalmente escalada para dirigir o filme, mas Penn e Madonna a vetaram. Richard Benjamin foi então escolhido. No entanto, Benjamin se retirou depois de alguns meses e o diretor Blake Edwards assumiu o projeto. Embora Dale Launer tenha escrito o roteiro inicial, as revisões foram feitas pelo time de roteiristas Tom Ropelewski e Leslie Dixon e pelo diretor Blake Edwards. Quando o nome de Launer saiu do roteiro revisado, ele apresentou uma queixa na Writer's Guild of America (WGA). Após a arbitragem, o painel da WGA decidiu que Launer receberia o único crédito por escrito.

### Filmagens
A filmagem principal começou em 5 de maio de 1986 na área de Los Angeles, Califórnia. Blind Date estava em um cronograma de produção de dez semanas, porque Willis teve que começar a filmar a terceira temporada de Moonlighting em meados de julho. Os materiais promocionais nos arquivos da biblioteca da Academy of Motion Pictures Arts and Sciences indicam que a mansão de Bel Air, Califórnia, usada para as cenas do casamento pertenceu ao herdeiro do Hilton Hotels & Resorts, Barron Hilton. Muitas cenas interiores foram filmadas nos Laird Studios em Culver City, Califórnia. Em 27 de janeiro de 1987 novas cenas anunciadas estavam sendo filmadas nos Laird Studios nos finais de semana devido à programação de Willis para Moonlighting e que mais cenas estavam sendo filmadas na antiga mansão Hilton em Bel Air e que as novas filmagens foram iniciadas após a exibição teste ter sido ruim. O filme tinha um orçamento de US$16 milhões.
Billy Vera & The Beaters aparecem na cena do bar, tocando várias músicas.

## Lançamento
Blind Date foi inicialmente programado para lançamento em dezembro de 1986. Essa versão foi adiada para janeiro de 1987. No entanto, o lançamento foi adiado novamente para o final de março de 1987, quando os produtores decidiram gravar cenas adicionais e um novo final. Aparentemente, o público-alvo do teste gostou das novas cenas e do final, pois uma campanha publicitária realizada antes do lançamento do filme incluía comentários do público de uma exibição de 27 de fevereiro de 1987, delirando sobre o filme. Foi relatado que os comentários do público usados nos anúncios foram retirados literalmente dos cartões de comentários da triagem de teste, conforme exigido pelo departamento jurídico da distribuidora Tri-Star Pictures.

## Recepção
No agregador de críticas Rotten Tomatoes, o filme tem uma taxa de aprovação de 21%, com base em 24 críticas. As audiências consultadas pelo CinemaScore deram ao filme uma nota média de "B" na escala A+ a F.
Roger Ebert, do Chicago Sun-Times, deu ao filme duas estrelas e meia em quatro e escreveu: "Existem momentos individuais nesse filme que são tão engraçados quanto qualquer coisa que Edwards já fez, mas na maioria são visuais e irritantes. Os personagens, infelizmente, são o problema. Willis interpreta um nerd com tanto sucesso que desaparece nos arbustos e nunca nos faz realmente se importar com seu destino. Basinger, tão arrebatadora na maioria de seus filmes, parece desagradável desta vez, o cabelo dela está sempre nos olhos e os olhos são a melhor característica dela. [...] Na maioria das vezes eu não estava rindo. Mas quando eu ria, eu estava genuinamente rindo - há alguns absolutamente momentos inspirados".  Variety o chama de "essencialmente uma sequência de piadas com trechos de diálogos atraentes no meio".

### Bilheteria
Blind Date abriu em 1,251 telas em 27 de março de 1987, ganhando US$7,5 milhões em seus três primeiros dias de lançamento. Dois meses depois de seu lançamento, o filme ainda estava sendo exibido em 826 telas e tinha ganhado US$36,7 milhões.

## Trilha sonora
A trilha sonora do filme foi lançada pela Rhino Records em 1987.
Lista de músicas
1. "Simply Meant to Be" - Gary Morris & Jennifer Warnes
2. "Let You Get Away" - Billy Vera & The Beaters
3. "Oh, What a Nite" - Billy Vera & The Beaters
4. "Anybody Seen Her?" - Billy Vera & The Beaters
5. "Talked About Lover" - Keith L'Neire
6. "Crash, Bang, Boom" - Hubert Tubbs
7. "Something for Nash" - Henry Mancini
8. "Treasures" - Stanley Jordan
9. "Simply Meant to Be" (Instrumental) - Henry Mancini